# Stara Wieś (przystanek kolejowy na Białorusi)
Stara Wieś (biał. Старая Весь, Staraja Wieś; ros. Старая Весь, Staraja Wieś) – przystanek kolejowy w pobliżu miejscowości Woronicze, w rejonie zelwieńskim, w obwodzie grodzieńskim, na Białorusi. Położony jest na linii Baranowicze - Wołkowysk.
Nazwa pochodzi od pobliskiej wsi Stara Wieś. Nazwa przystanku w językach białoruskim i rosyjskim jest bardziej zbliżona do polskojęzycznej nazwy miejscowości niż do białoruskiej (Старое Сяло, Staroje Siało) czy rosyjskiej (Старое Село, Staroje Sieło).